# Central de bombament
Les centrals de bombament o reversibles són instal·lacions que tenen la finalitat de racionalitzar la producció d'energia elèctrica, ja que consumeixen els excedents d'energia durant les hores vall i subministren energia al sistema durant les hores punta.
Disposen de dos embassaments: el superior, per alimentar la central, i l'inferior, per recollir l'aigua utilitzada.

## Funcionament
A les hores punta, quan la demanda d'energia és màxima, funcionen com a centrals hidroelèctriques normals i produeixen energia elèctrica en alimentar els grups turbo-alternadors amb l'aigua de l'embassament superior, mentre que a les hores vall, quan sobra energia, s'utilitza per bombar aigua de l'embassament inferior fins al superior.

## Tipus
- Centrals de bombament pur: és necessari haver bombat prèviament aigua a l'embassament superior, ja que només rep aigua de l'inferior.
- Centrals de bombament mixt: poden produir energia amb bombament previ o sense, ja que l'embassament superior també està alimentat per un riu.

## Exemples
A Barcelona la Companyia d'Aigües de Montcada va encarregar el 1895 la construcció d'un aqüeducte i una central de bombament a Pere Falqués, al Districte de Nou Barris.